# Obid
Obid (ungarisch Ebed) ist eine Gemeinde im Westen der Slowakei mit 1143 Einwohnern (Stand 31. Dezember 2024), die zum Okres Nové Zámky, einem Kreis des Nitriansky kraj gehört.

## Geographie

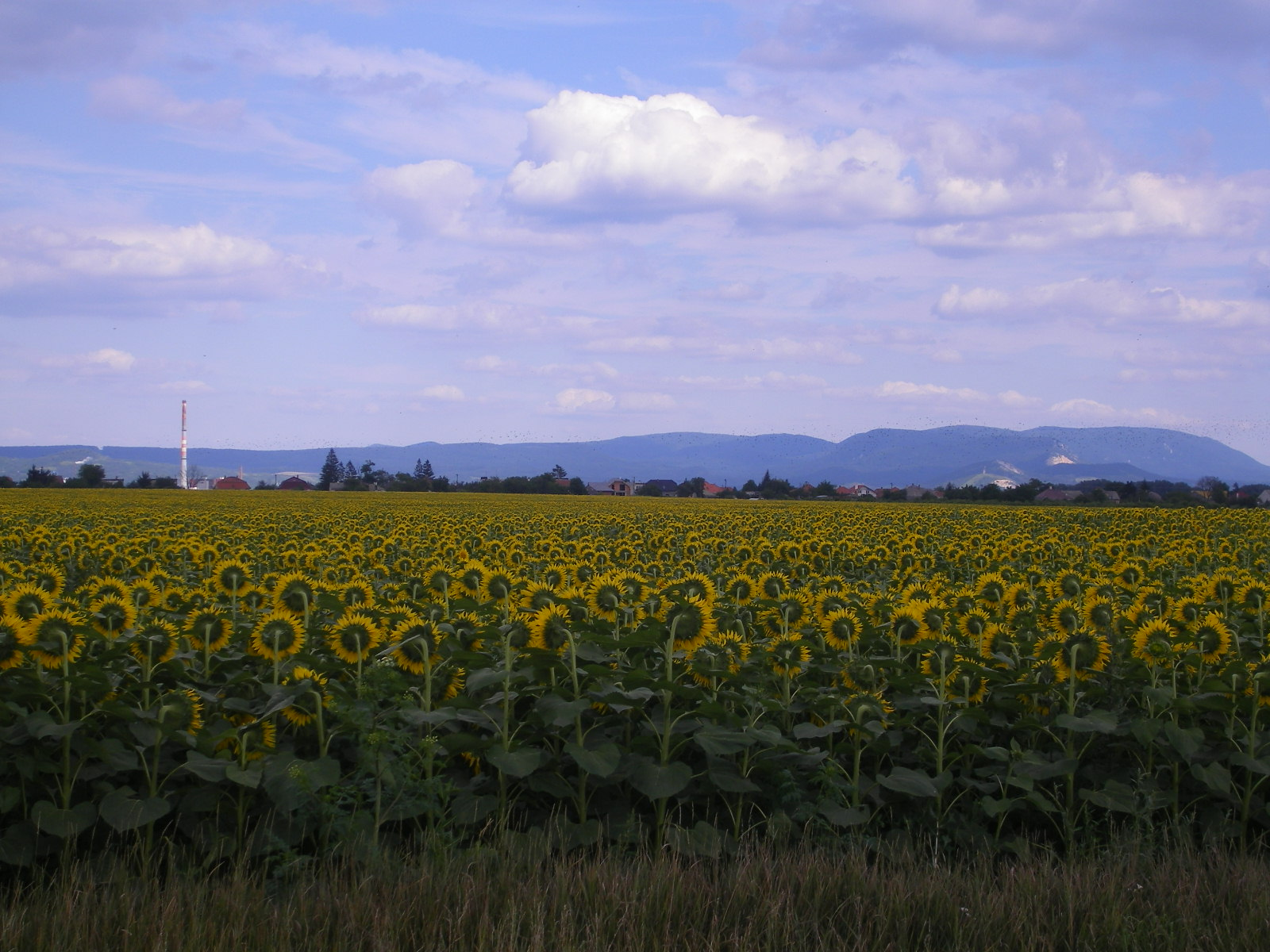
Umland von Obid

Die Gemeinde befindet sich im slowakischen Donautiefland nahe der Donau und somit auch der Staatsgrenze zu Ungarn. Südwestlich am Ort vorbei fließt der Bach Mužliansky potok. Das knapp 24,5 km² große Gemeindegebiet ist von Aulandschaft, Schwarz- und Braunerde bedeckt. Von der Donau weg steigt die Höhe am Übergang in das kleine Hügelland Belianske kopce (bis auf etwa 220 m n.m.). Die maximale Nord-Süd-Ausdehnung der Slowakei zieht sich von Obid nach Skalité in etwa 197 Kilometer Länge. Das Ortszentrum liegt auf einer Höhe von 116 m n.m. und ist acht Kilometer von Štúrovo, 43 Kilometer von Komárno sowie 51 Kilometer von Nové Zámky entfernt.

## Geschichte

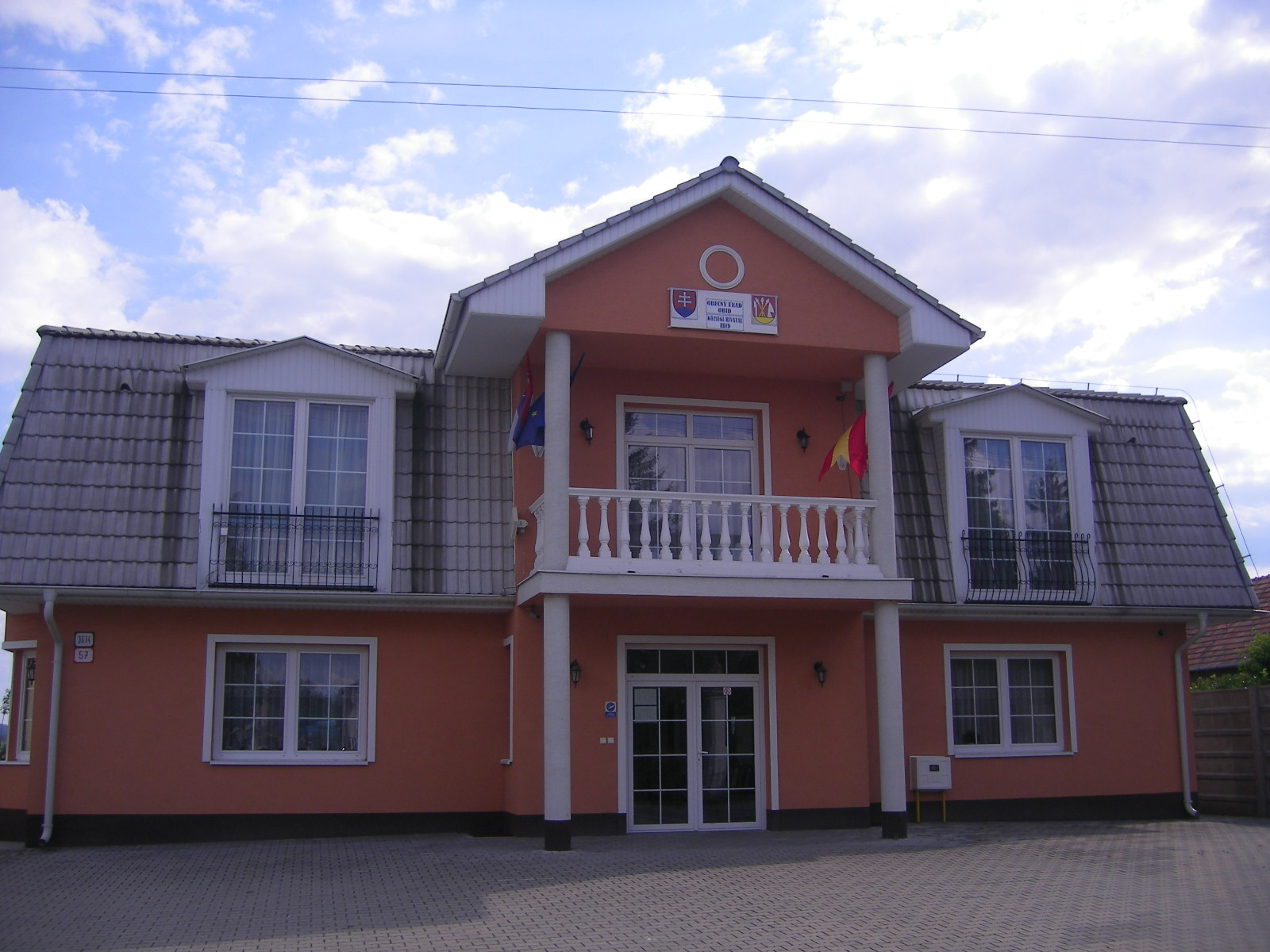
Gemeindeamt

Der Ort wurde zum ersten Mal 1237 als Ebed schriftlich erwähnt und gehörte bis 1270 dem Geschlecht Muzolai. Danach war er im Besitz des Graner Kapitels bzw. des Erzbistums Gran. 1543 wurden zwei Orte, namentlich Nagy Ebed sowie der Einzelhof Kis Ebed, erwähnt. In den Jahren 1543 sowie 1663 wurde das Dorf von den Osmanen heimgesucht und war zeitweise nicht bewohnt. 1664 sind 50 Haushalte verzeichnet, die den Osmanen unterstanden.
1828 sind 185 Häuser und 1136 Einwohner verzeichnet, die von Landwirtschaft, Fischerei und Weinbau lebten. Nach dem katastrophalen Donauhochwasser von 1876 wurde das Dorf weiter weg von der Donau wiederaufgebaut und bis zum Ende des 19. Jahrhunderts wurde zudem ein Schutzdamm angelegt.
Bis 1919 gehörte der im Komitat Gran liegende Ort zum Königreich Ungarn und kam danach zur Tschechoslowakei. Auf Grund des Ersten Wiener Schiedsspruchs lag er 1938–1945 noch einmal in Ungarn.
1976 wurde das Dorf in die Stadt Štúrovo eingegliedert. Danach galt in Obid eine Bausperre, da Pläne bestanden, eine Kunstdüngerfabrik an der Stelle des Ortes zu errichten. Nach der Samtenen Revolution im Jahre 1989 kamen diese Pläne zunichte und 1999 erlangte das Dorf wieder Selbständigkeit.

## Bevölkerung
| Jahr                | 1994 | 2004 | 2014    | 2024    |
| ------------------- | ---- | ---- | ------- | ------- |
| Anzahl der Personen | 0    | 1147 | 1159    | 1143    |
| Unterschied         |      | –    | +1,04 % | −1,38 % |

| Jahr                | 2023 | 2024    |
| ------------------- | ---- | ------- |
| Anzahl der Personen | 1135 | 1143    |
| Unterschied         |      | +0,70 % |

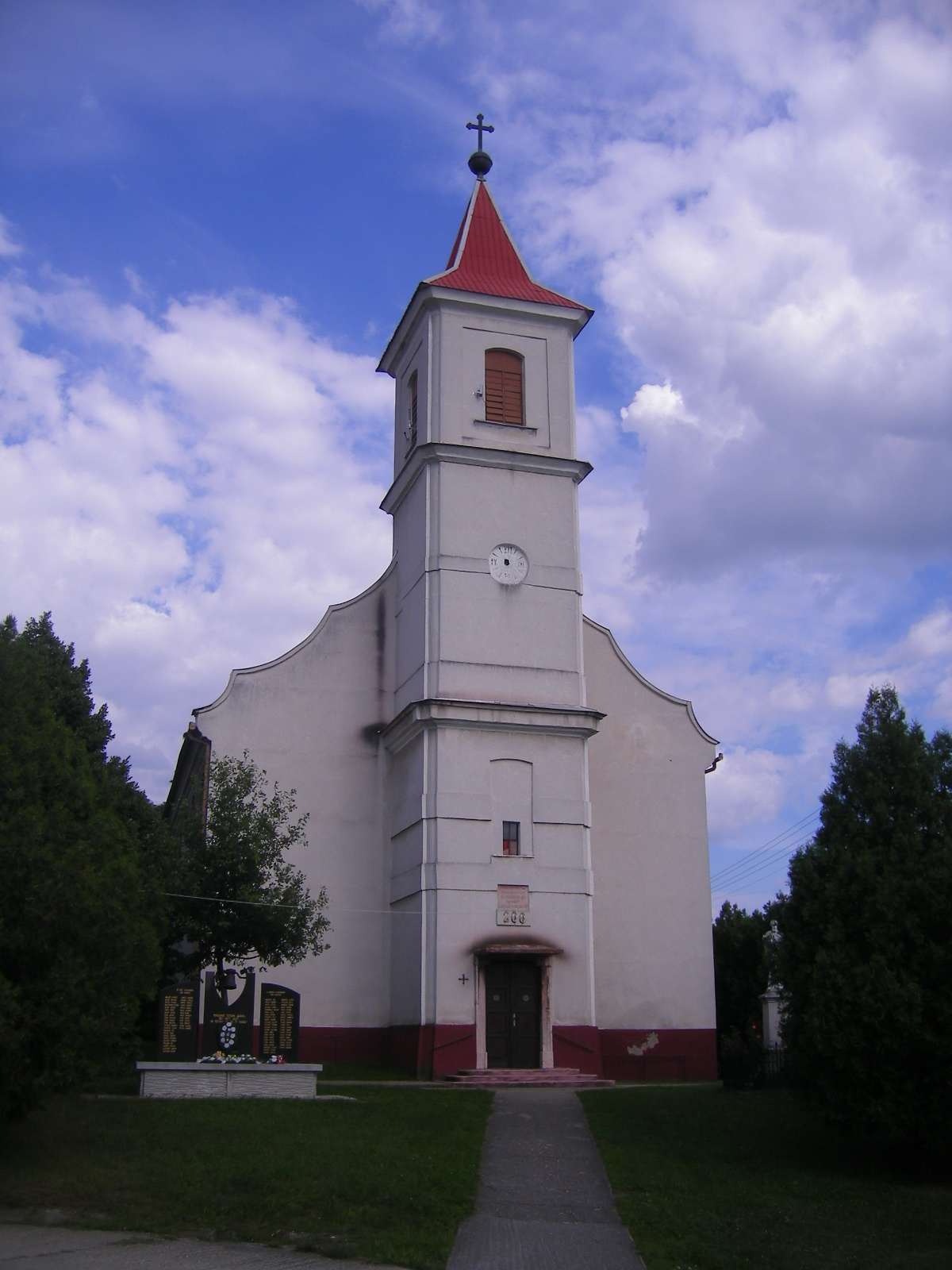
Kirche in Obid

Ergebnisse nach der Volkszählung 2001 (1034 Einwohner):
| Nach Ethnie: - 88,07 % Magyaren - 10,21 % Slowaken - 0,34 % Roma - 0,26 % Tschechen - 0,09 % Polen | Nach Konfession: - 94,42 % römisch-katholisch - 1,72 % konfessionslos - 0,34 % evangelisch - 0,94 % keine Angabe |

## Sehenswürdigkeiten
- Überreste einer romanischen Kirche aus dem 12. Jahrhundert
- römisch-katholische Stephanskirche im barocken Stil aus dem Jahr 1732
- Kapelle im romantischen Stil am örtlichen Friedhof aus dem Jahr 1862
- Millenniumsäule neben der Kirche
- Denkmal an die Gefallenen des Ersten und Zweiten Weltkriegs vor der Kirche